# Люлишка
Люлишка — река в России, протекает в Палехском районе Ивановской области. Люлишка — левая составляющая реки Люлих, образует её сливаясь со Скивеской. Длина реки составляет 14 км.
Исток реки расположен западнее деревни Паново в 10 км к северо-востоку от Палеха. Течёт на восток и юго-восток, протекает деревни Казаково, Назарьево, Линёво. Крупнейший приток — Чернушка, на котором стоит Паново.

## Данные водного реестра
По данным государственного водного реестра России относится к Окскому бассейновому округу, водохозяйственный участок реки — Клязьма от города Ковров и до устья, без реки Уводь, речной подбассейн реки — бассейны притоков Оки от Мокши до впадения в Волгу. Речной бассейн реки — Ока.
Код объекта в государственном водном реестре — 09010301112110000033761.